# Battle Squadron
Battle Squadron, sous-titré The Destruction of the Barrax Empire, est un jeu vidéo de type shoot them up à défilement vertical développé par Cope-com et édité par Innerprise en 1989 sur Amiga. Il a été adapté sur Mega Drive en 1990.
Le jeu fait suite à Hybris (1988).
Le jeu a par la suite été adapté sur iOS (2011), Android (2012), AmigaOS 4, Windows, OSX et MorphOS (2013).

## Système de jeu
Le joueur incarne un pilote d'élite envoyé secourir des agents humains pris entre les griffes de méchants extraterrestres appelés Barrax. Le jeu propose un mode deux joueurs et se démarque par ses sprites énormes pour l'époque ainsi qu'un grand nombre d'améliorations d'armes (25 au total).

## Récompenses
Battle Squadron a reçu le Tilt d'Or Canal Plus 1990 du « meilleur shoot'em up », conjointement à Thunder Force III.